# Piłka ręczna plażowa na Plażowych Igrzyskach Azjatyckich 2012
Podczas III Plażowych Igrzysk Azjatyckich rozegrano dwa turnieje piłki ręcznej: kobiecy i męski. Turnieje odbywały się w dniach od 16 do 22 czerwca 2012 r. Złote medale zdobyły reprezentacje Kataru i Chin.

## Medaliści
| Konkurencja      | Złoto | Srebro          | Brąz     |
| ---------------- | ----- | --------------- | -------- |
| Turniej mężczyzn | Katar | Bahrajn         | Pakistan |
| Turniej kobiet   | Chiny | Chińskie Tajpej | Wietnam  |